# Acis et Galatée
Acis et Galatée és una òpera de Jean-Baptiste Lully. Jean Galbert de Campistron va escriure el llibret francès basat en la història en Les Metamorfosis d'Ovidi. Es va estrenar al Château d'Anet el 6 de setembre de 1686 i onze dies després a l'Académie Royale de Musique.
Va ser comandada per Louis Joseph de Bourbon-Vendôme, duc de Vendôme, en honor de Lluís de França, el gran delfí. Lully no va treballar amb el col·laborador habitual, Philippe Quinault, perquè aquest havia deixat d'escriure obres teatrals.
A diferència de la majoria de les seves òperes, que es designen tragédies en musique, Lully va anomenar aquesta obra pastorale-héroïque, perquè era un tema pastoral i només contenia tres actes (més un pròleg) comparat amb les altres que en tenien cinc. Altrament, musicalment i dramàticament, és molt semblant a les tragédies de Lully.